# Saadia Gaon
Saadia ben Joseph Gaon  (hebräisch סעדיה בן יוסף גאון bzw. arabisch سعيد بن يوسف الفيومي, geboren 882 im oberen Ägypten; gestorben 942 in Sura / Babylonien), arabisch Saʿīd bin Yūsuf al-Fayyūmī, war ein prominenter Gaon, Rabbiner, jüdischer Philosoph und Exeget.
Der Name „Saʿadia“ ist offensichtlich das hebräische Äquivalent seines arabischen Namens „Saʿīd“. In einem Akrostichon zur hebräischen Einleitung seines ersten Werkes, dem ’Egron, nannte er sich selbst „Saʿid ben Josef“, aber später schrieb er seinen Namen „Saʿadia“.

## Leben
Im Sefer ha-Galui betont Saʿadia seine jüdische Herkunft; er behauptet, zur adeligen Familie des Schela, Sohn des Juda (s. 1 Chr 4,21 ), zu gehören, und zählte zu seinen Vorfahren Chanina ben Dosa, den berühmten Asketen des ersten Jahrhunderts. Dies brachte Saʿadia auch dadurch zum Ausdruck, dass er seinen Sohn Dosa nannte. Von diesem ist weiter nichts bekannt. Über Josef, Saʿadias Vater, ist eine Aussage des Aaron Ben Meïr überliefert, wonach er gezwungen war, Ägypten zu verlassen, und in Jaffa starb, wahrscheinlich während Saʿadias langem Aufenthalt im Heiligen Land. Der verbreitete Beiname „al-Fayyūmī“, dem im Hebräischen der geographische Name „Pitomi“ entspricht, bezieht sich auf Saʿadias Geburtsort Fayyūm in Oberägypten.
Von Saʿadias Jugend und Erziehung ist wenig bekannt. Mit 20 Jahren beendete er sein erstes größeres Werk, das hebräische Wörterbuch, das er Agron nannte. Mit 23 verfasste er eine Polemik gegen die Karaiten, die Anhänger des Anan ben David, und begann damit seine Auseinandersetzung mit den häretischen Splittergruppen, die er von der Position des traditionellen Judentums aus kritisierte. Im selben Jahr verließ Saʿadia Ägypten und ließ sich dauerhaft in Palästina nieder. In Aleppo erfuhr er von Ben Meïrs Reform des jüdischen Kalenders, welche die Einheit des Judentums bedrohte. Saʿadia richtete eine Warnung gegen ihn, und in Babylon stellte er sein Wissen und seine Feder in den Dienst des Exilarchen David ben Sakkai und der Gelehrten der Akademie, indem er seine eigenen Briefe denen hinzufügte, die sie an die Gemeinden der Diaspora sandten (922). In Babylonien schrieb er sein „Sefer ha-Mo’adim“ oder „Buch der Feste“, in dem er die Behauptungen Ben Meïrs über den Kalender zurückwies und so dazu beitrug, vom Judentum die Gefahr eines Schismas abzuwenden.
Seine Auseinandersetzung mit Ben Meïr war ein wichtiger Faktor bei dem Ruf nach Sura, den er 928 erhielt. Er wurde durch den Exilarchen David ben Sakkai zum Gaon (rabbinischer Führer) ernannt; und für die alte Akademie, gegründet von Rav, begann eine neue Periode der Genialität. Viele wollten keinen Ausländer an der Spitze der Akademie sehen, und sogar der mächtige Exilarch selbst, den der alte Nissim Naharwani vergeblich von der Ernennung abbringen wollte, fand nach zwei Jahren, dass Saʿadias Persönlichkeit sich stark unterschied von den unterwürfigen Geonim, denen er nachgefolgt war und die sich dem Exilarchen stets untergeordnet hatten.
In einer Erbstreitigkeit weigerte sich Saʿadia, ein Urteil des Exilarchen zu unterzeichnen, das er für ungerecht hielt, obwohl der Gaon von Pumbedita es unterschrieben hatte. Als der Sohn des Exilarchen Saʿadia deshalb mit Gewalt drohte und daraufhin von dessen Diener grob behandelt wurde, brach offener Krieg zwischen dem Exilarchen und dem Gaon aus. Beide exkommunizierten sich gegenseitig und erklärten ihren Gegner jeweils für abgesetzt; David ben Zakkai ernannte Josef ben Jakob zum Gaon von Sura, während Saʿadia das Exilarchat auf Davids Bruder Hasan (Josiah; 930) übertrug. Hasan wurde zur Flucht gezwungen und starb im Exil in Chorasan; aber der Streit, der das babylonische Judentum teilte, dauerte an. Saʿadia wurde vom Exilarchen und seinem engsten Anhänger, dem jungen, aber gelehrten Aaron ibn Sargado, in hebräischen Pamphleten bekämpft, deren Fragmente einen Hass aufseiten des Exilarchen und seiner Gefolgsleute zeigen, der auch vor Schmähungen nicht zurückschreckte. Saʿadia zögerte nicht, entsprechend zu antworten.

## Der Sefer ha-Galui
Saʿadia schrieb sowohl auf Hebräisch als auch auf Arabisch ein Werk, das heute nur durch wenige Fragmente bekannt ist, mit dem Titel Sefer ha-Galui (hebr., nach einer verbreiteten Hypothese als „Das offene Buch“ auffassbar, arabischer Titel Kitab al-Ṭarid, auffassbar u. a. als „Das Buch, das widerlegt“), in dem er stolz seine Verdienste v. a. im Kampf gegen Häresie schildert.
Die sieben Jahre, die Saʿadia in Bagdad, fern vom Gaonat, verbrachte, unterbrachen nicht seine literarische Aktivität. Sein philosophisches Hauptwerk wurde 933 vollendet. Vier Jahre später wurden die beiden Feinde durch Ibn Sargados Schwiegervater Bischr ben Aaron wieder versöhnt; Saʿadia wurde wieder in sein Amt eingesetzt, übte es aber nur noch fünf Jahre lang aus. David ben Zakkai starb vor ihm (ca. 940), wenige Monate später gefolgt von seinem Sohn Juda, während Davids junger Enkel von Saʿadia väterlich betreut wurde. Gemäß einer Äußerung von Abraham ibn Daud, die zweifellos auf Saʿadias Sohn Dosa zurückzuführen ist, starb Saʿadia 942 im Alter von 60 Jahren an „Schwarzer Galle“ (Melancholie), nachdem wiederholt Erkrankungen seine Gesundheit unterminiert hatten.

## Werke
Tafsīr
Unter dem Titel Tafsīr (Exegese) verfasste Saʿadia Gaon die einflussreichste arabische Bibelübersetzung, die einen Großteil des Tanach umfasste. Der Tafsīr verbreitete sich kurz nach seiner Veröffentlichung unter Juden, Samaritanern und Christen und wurde von seinem Verfasser in Auseinandersetzungen mit den Karäern herangezogen. Karäer und rabbinisches Judentum waren auch Anlass für Saʿadia Gaon, ähnlich wie für Abraham ibn Daud, die Chasaren positiv zu erwähnen, da diese nicht den Karäern, sondern dem rabbinischen Judentum folgten.
Der Tafsīr von Saʿadia Gaon ist in Judäo-Arabisch geschrieben in hebräischen Buchstaben. Zu einem späteren Zeitpunkt wurde seine Übersetzung von Samaritanern und Christen adaptiert und in arabischen Buchstaben überliefert.
Hebräische Linguistik
- ’Egron[4]
- Kutub al-Lughah
- Tafsir al-Sab'ina Lafẓah, eine Liste von siebzig (eigentlich neunzig) hebräischen (und aramäischen) Wörtern, die in der Bibel nur einmal oder sehr selten auftauchen, und die aus der traditionellen Literatur erklärt werden können, vor allem durch die Neo-Hebräismen der Mischna. Dieses kleine Buch erlebte zahlreiche Neuauflagen.

Halachische Schriften
- Kurze Monographien, in denen Probleme des jüdischen Rechts systematisch untersucht werden. Von diesen arabischen Abhandlungen Saʿadias ist wenig mehr als die Titel und Zusammenfassungen bekannt, nur vom Kitab al-Mawarith sind längere Fragmente überliefert.
- Ein Kommentar über die 13 Regeln von Rabbi Ischmael, erhalten nur in hebräischer Übersetzung. Eine arabische Methodologie des Talmud wird von Azulai auch als Werk Saʿadias mit dem Titel Kelale ha-Talmud erwähnt.
- Responsen. Mit wenigen Ausnahmen nur in Hebräisch überliefert und wahrscheinlich in dieser Sprache geschrieben.

Der Siddur
Saʿadias Siddur war der erste bekannte Versuch, das wöchentliche Ritual der jüdischen Gebete für Wochentage, Sabbate und Feste zu transkribieren.
Von der synagogalen Dichtung sind die Asharot („Warnungen“) über die 613 Gebote am bemerkenswertesten, bei denen der Name des Verfassers als „Sa’id b. Josef“ angegeben ist, gefolgt von dem Ausdruck „Alluf“, demnach wurden die Gedichte geschrieben, bevor er Gaon wurde.
Religionsphilosophie
- Emunoth ve-Deoth („Buch der Glaubensartikel und Dogmen“) – die früheste systematische Ausarbeitung und philosophische Grundlegung der Glaubenslehren im Judentum. Das Buch erschien im Jahr 933 unter dem original arabischen Titel Kitab al-Amanat wal-l'tikadat („Das Buch der Glaubensartikel und dogmatischen Lehren“) und wurde im 12. Jahrhundert von Jehuda ibn Tibbon ins Hebräische übersetzt.

- Tafsir Kitab al-Mabadi – kommentierte arabische Übersetzung des Sefer Jezirah, geschrieben noch in Ägypten (oder Palästina)

Polemische Schriften
- drei Bücher gegen karaitische Autoren, bekannt als Kitab al-Rudd („Buch der Zurückweisungen“). Diese drei Werke sind nur durch knappe Zitate in anderen Büchern bekannt, und wie eines dieser Zitate belegt, muss das dritte Werk nach 933 geschrieben worden sein.
- Kitab al-Tamyiz, (auf Hebräisch „Sefer ha-Hakkarah“), „Buch der Bestimmung“, geschrieben 926, Saʿadias polemischstes Buch. Es wurde noch im 12. Jahrhundert zitiert, und einige Passagen daraus sind in einem Bibel-Kommentar von Japheth ha-Levi enthalten.
- möglicherweise gab es eine Polemik Saʿadias gegen Ben Zuṭa, aber diese Kontroverse ist nur durch eine Randbemerkung des Gaon bekannt
- eine Polemik gegen den rationalistischen Bibel-Kritiker Ḥiwi al-Balkhi, dessen Ansichten auch von den Karäern selbst verworfen wurden
- Kitab al-Shara’i („Buch über die Gebote der Religion“)
- Kitab al-ʾIbbur („Buch über den Kalender“), enthielt offenbar ebenfalls Polemiken gegen die Karäer
- Sefer ha-Mo’adim („Buch der Feste“), die hebräische Polemik gegen Ben Meïr (s. o.)
- Sefer ha-Galui, auch in Hebräisch und im selben biblischen Stil wie der Sefer ha-Mo’adim, ein apologetisches Werk gegen David ben Zakkai und seine Anhänger.

## Bedeutung
Saʿadia Gaon war ein Pionier in den von ihm bearbeiteten Gebieten. Schwerpunkt seiner Arbeit war die Bibel; und seine Bedeutung beruht in erster Linie auf der Begründung einer neuen Schule biblischer Exegese, charakterisiert durch rationale Untersuchung der Inhalte und wissenschaftliches Studium der Sprache der heiligen Texte.
Saʿadias arabische Übersetzung der Bibel war von Bedeutung für die Zivilisationsgeschichte. Selbst ein Ergebnis der Arabisierung großer Teile des Judentums, war diese Übersetzung jahrhundertelang ein wichtiger Faktor bei der Durchdringung des jüdischen Geistes mit der arabischen Kultur, so dass sie in dieser Hinsicht ihren Platz neben der griechischen Septuaginta in der Antike und der deutschen Übersetzung des Pentateuch durch Moses Mendelssohn hat. Als Instrument der populären Religions-Vermittlung präsentierte Saʿadias Übersetzung auch den Ungebildeten die Schriften in einer rationalen Form, die nach einer größtmöglichen Klarheit und Folgerichtigkeit strebte.
Sein System der Hermeneutik beschränkte sich nicht auf die Exegese einzelner Passagen, sondern behandelte jedes Buch der Bibel als ein Ganzes und zeigte die inneren Bezüge der einzelnen Teile untereinander.
Saʿadias Kommentar enthielt, wie er in der Einleitung zu seiner Pentateuch-Übersetzung selbst schreibt, nicht nur eine genaue Interpretation des Textes, sondern auch eine Widerlegung der Einwände, die von Häretikern dagegen erhoben worden waren. Außerdem werden die Grundlagen der Gebote der Vernunft erläutert und die Gebote der Offenbarung charakterisiert; bei den ersteren beruft sich der Autor auf philosophische Überlegung, bei letzteren auf die Tradition.
Die Position, die Saʿadia in der ältesten Liste hebräischer Grammatiker zugeschrieben wird (enthalten in der Einleitung zu Ibn Ezras Moznayim), ist auch durch die jüngsten historischen Untersuchungen nicht angefochten worden. Auch hier war er der erste; sein heute verlorenes grammatikalisches Werk gab den Anstoß zu weiteren Studien, die ihre brillantesten und bedeutendsten Resultate in Spanien erreichten. Saʿadia entwickelte zum Teil die Kategorien und Regeln der hebräischen Grammatik. Sein Wörterbuch, auch wenn es noch einfach und auf praktische Zwecke ausgerichtet war, wurde der Grundstein der hebräischen Lexikographie; und der Name Agron („Zusammenstellung“), den er dafür wählte, wurde lange als Begriff für hebräische Wörterbücher verwendet, besonders bei den Karäern. Auch die von den Arabern übernommenen Kategorien der Rhetorik wurden erstmals von Saʿadia auf den Stil der Bibel angewendet. Er war außerdem ein Begründer der komparativen Philologie, nicht nur durch sein kurzes Buch der siebzig Wörter (s. o.), sondern vor allem durch seine Erklärung des hebräischen Wortschatzes durch das Arabische, besonders im Falle der bevorzugten Übersetzung biblischer Wörter durch arabische Begriffe mit demselben Klang.

## Religionsphilosophie
Mit seinem Buch Emunoth ve-Deoth (Glauben und Wissen) wurde Saʿadia zum Begründer der jüdischen Religionsphilosophie. Im Gegensatz zu Scherira Gaon, der die unverfälschte Überlieferung, die Authentizität bzw. die Kontinuität und sukzessive, ungebrochene Abfolge von der Thora bzw. der Mischna mit der Genealogie belegte und deklinierte, belegte Saʿadia Gaon die unverfälschte Überlieferung der Tora bzw. der Mischna mit der Logik. Mit dem altjüdischen Gebot des Tuns wurden von ihm der Glaube und das Wissen auf eine Stufe gestellt, es begann die Dogmatisierung des Judentums. Zentrale Aussage seiner Gotteslehre war, dass Gott weder Körper noch Person ist.

## Mystik
In seinem Kommentar zum Sefer Jezira will Saʿadia den Inhalt dieses mystischen Buches der Kabbala durch Philosophie und andere Erkenntnis verständlich machen, besonders durch ein System hebräischer Phonologie, das er selbst entwickelt hat. In diesem Kommentar nahm er Abstand von den theologischen Überlegungen des Kalam, die in seinen Hauptwerken so große Bedeutung haben; und in seiner Darstellung der Schöpfungstheorie machte er einen Unterschied zwischen der Bibel und dem Buch, das er kommentierte; er überging sogar die Schöpfungslehre des Sefer Jezirah, als er dieses Thema im ersten Abschnitt des Emunoth ve-Deoth behandelte. Daraus ist zu schließen, dass er den Sefer Jezirah – dessen Wurzeln er auf den Patriarchen Abraham zurückführte – nicht als echte Quelle der Erkenntnis betrachtete, obwohl er meinte, das Buch sei eines intensiven Studiums würdig.

### Primärtexte
- Amânât wal-i‘tiqâdât
  - Frühe Ausgaben: Konstantinopel 1562, Amsterdam 1647, Berlin 1789 (mit Anmerkungen von O. L. Bensseb)
  - hg. Fischl: Sefer ha-emunot ve-ha-deʿot, Leipzig 1859. (Digitalisat BSB München) (hebr. Text nach ibn Tibbon)
  - hg. Slucky, Warschau 1864 (hebr. Text nach ibn Tibbon)
  - hg. Samuel Landauer: Kitâb al-Amânât wa'l-I'tiqâdât, Brill, Leiden 1880. (arab. Text in arab. Schrift)
  - hg. Y. Kafih, Jerusalem 1970. (arab. Text in hebr. Schrift mit hebr. Übers.)
  - Alexander Altmann: The Book of Doctrines and Beliefs, in: Yochanan Lewy, Alexander Altmann, Isaak Heinemann (Hrsg.): Three Jewish Philosophers. Atheneum, New York 1985. (engl. Teilübers.)
  - Wilhelm Engelkemper: Die Religionsphilosophische Lehre Saadja Gaons über die Hl. Schrift. Aus dem Kitâb al-Amânât wa'l-I'tiqâdât, übersetzt und erklärt. Aschendorff, Münster 1903 (= Beiträge zur Geschichte der Philosophie des Mittelalters 4/4). (Digitalisate: UB Frankfurt, 1. in der Google-Buchsuche-USA,  2. in der Google-Buchsuche-USA, 3. in der Google-Buchsuche-USA)
  - Julius Fürst: Emunot we-De’ot oder Glaubenslehren und Philosophie von Sa’adja Fajjumi. Aus dem Hebräischen mit theilweiser Benutzung des Arabischen übersetzt. Leipzig 1845 (Nachdruck Hildesheim 1970). (Digitalisate: archive.org, UB Frankfurt, BSB München)
  - Samuel Rosenblatt: Saʿadia Gaon: The Book of Beliefs and Opinions, Yale University Press, New Haven 1948 (Nachdruck 1976). (vollständige engl. Übers. auf Grundlage des arab. und hebr. Texts)

- Bibelkommentare
  - Les Œuvres complètes de Saadia b. Josef al Fayyoumi. Ed. J. and H. Derenbourg, Paris 1893 Nur 5 von 13 Bde. sind erschienen. (Digitalisate bei archive.org)
  - The book of Daniel. Hrsg. und Übers. von Joseph Alobaidi, Bern 2006.

- Saadia’s Polemic Against Hiwi al-Balkhî, hrsg. v. Israel Davidson, New York 1915. (Digitalisate: 1., 2. bei archive.org)

- The Dawn of Hebrew Linguistics: The Book of Elegance of the Language of the Hebrews (ספר צחות הלשון), Bd. 2 (= Sources for the Study of Jewish Culture III), hrsg. von Aron Dotan. Jerusalem 1997.

- Tafsīr Kitāb al-Mabādī
  - M. Lambert: Commentaire sur le Séfer yesira ou Livre de la création, Bouillon, Paris 1891 (ed. u. übers.) (Digitalisat UB Frankfurt)
  - R. Lévy: Saadio Gaon: Commentaire sur le Séfer Yetzira, Paris 2001 (verkürzte Übers.)
  - Y. Kafih: Perush Sefer Jezira, Jerusalem 1972 (arabischer Text mit hebräischer Übers.)

### Sekundärtexte

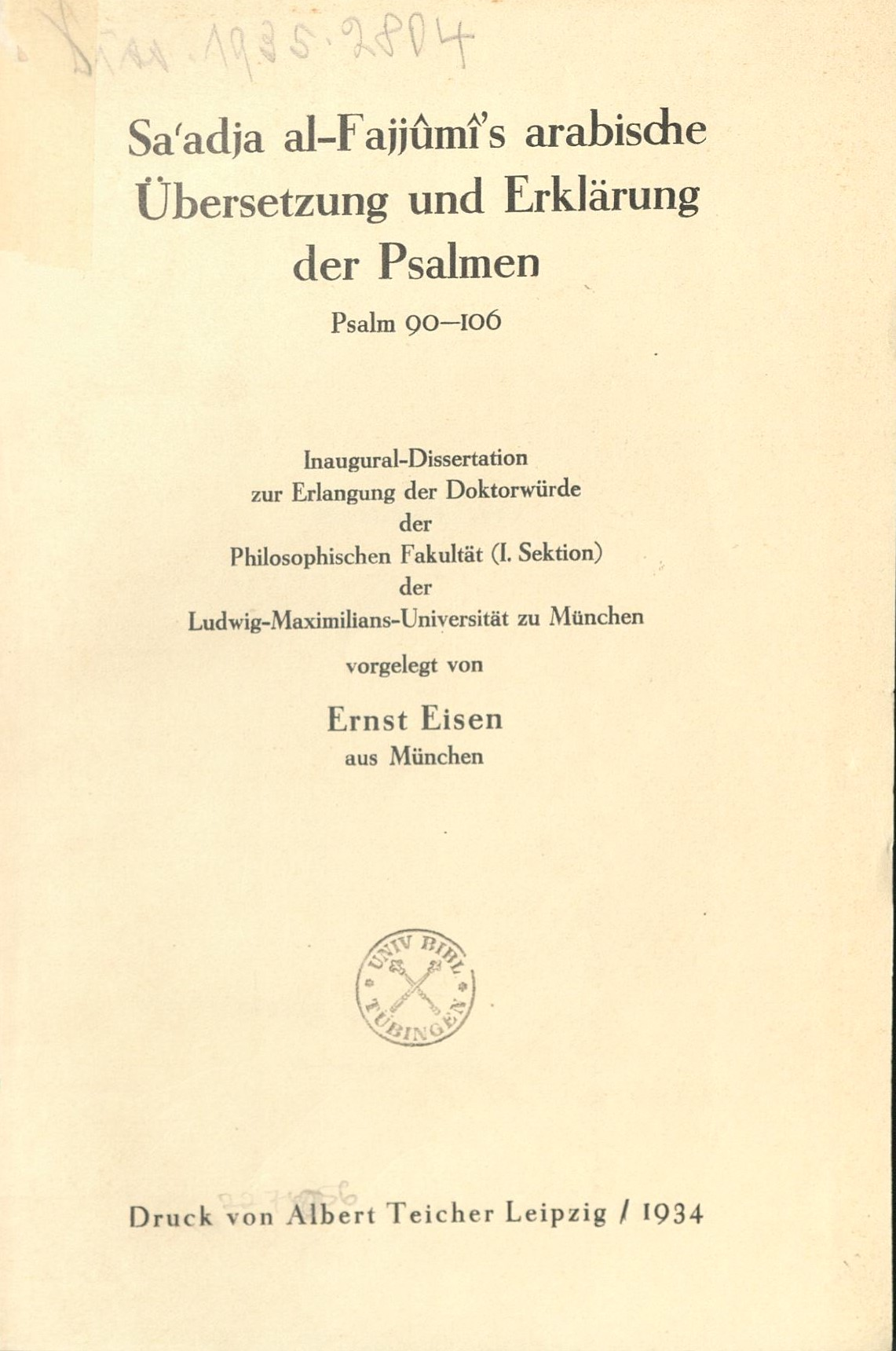
Dissertation von Eli Eytan (1934)

- Israel Efro: The Philosophy of Saadia Gaon. In: Israel Efro: Studies in Medieval Jewish Philosophy. New York 1974.
- Michael Friedländer: Life and works of Saadia. In: The Jewish Quarterly Review. 5, 1893, S. 177–199.
- Jakob Guttmann: Die Religionsphilosophie des Saadja. Göttingen 1882 (Digitalisate: 1., 2., 3. bei archive.org).
- Julius Guttmann: Die Philosophie des Judentums. München 1933, S. 69–84.
- Steven T. Katz: Saadia Gaon. New York 1980.
- David Kaufmann: Geschichte der Attributenlehre in der jüdischen Religionsphilosophie. Von Saadia bis Maimuni. Gotha 1877 (Digitalisat).
- Klaus Kienzler: Saadja ben Joseph, Gaon. In: Biographisch-Bibliographisches Kirchenlexikon (BBKL). Band 8, Bautz, Herzberg 1994, ISBN 3-88309-053-0, Sp. 1126–1128 (Artikel/Artikelanfang im Internet-Archive).
- Henry Malter: Saadia Gaon: His Life and Works. Philadelphia 1921. Nachdruck: Hildesheim 1978.
- Georges Vajda: Introduction à la pensée Juive du Moyen Age. Paris 1947, S. 40–60, S. 219ff.
- Moïse Ventura: La philosophie de Saadia Gaon. Paris 1934.
- Harry Austryn Wolfson: The Repercussions of the Kalam in Jewish Philosophy. Cambridge/Mass. 1979.